# اسکار آسیاین
اسکار آسیاین (اسپانیایی: Óscar Asiáin‎; ۲۱ فوریهٔ ۱۹۴۹ – ۸ مارس ۲۰۱۷) بازیکن بسکتبال اهل مکزیک بود. وی در بازی‌های المپیک تابستانی ۱۹۶۸ شرکت کرده‌است.